# Institut für Musikalische Rezeptions- und Interpretationsgeschichte
Das Institut für Musikalische Rezeptions- und Interpretationsgeschichte (IMRI) ist ein musikwissenschaftliches Forschungsinstitut an der Universität Mozarteum Salzburg.

## Ziele
Das im Juni 2006 von Joachim Brügge, Wolfgang Gratzer und Thomas Hochradner gegründete IMRI widmet sich projektbezogen ausgewählten Themen der Rezeption und Interpretation von Musik. 
Damit soll einem kunstuniversitären Selbstverständnis Rechnung getragen werden, wonach Musizierpraxis und musikwissenschaftliche Reflexion als gleichermaßen kreative Tätigkeiten prädestiniert sind, einander anzuregen, zu korrigieren oder zu bestärken. 
Im Rahmen eines  musikhistorischen Ansatzes handeln Lehrveranstaltungen, Projekte, Vorträge, Symposien und Publikationen der Institutsmitglieder von exemplarischen bzw. symptomatischen Vorgängen musikalischer Rezeption bzw. Interpretation. Einen Schwerpunkt bildet hierbei die  Auseinandersetzung mit der Wirkungsgeschichte Wolfgang Amadeus Mozarts. 
Der Institutsname soll eine Unterscheidung zwischen Formen musikalischer Interpretation (künstlerische Anverwandlungen wie Aufführungen oder komponierte Bearbeitungen) und Formen musikalischer Rezeption (Auseinandersetzungen mit Musik z. B. von Seiten der Wissenschaften oder des Feuilletons) widerspiegeln.

## Institutsreiheklang-reden
Die Reihe klang-reden erscheint im Rombach Verlag.
- 2008 Mozarts letzte drei Sinfonien. Stationen ihrer Interpretationsgeschichte (klang-reden 1), hg. von Joachim Brügge, Wolfgang Gratzer und Thomas Hochradner, Freiburg/Br.: Rombach

Herausforderung Mozart. Komponieren im Schatten kanonischer Musik (klang-reden 2), hg. von Wolfgang Gratzer, Freiburg/Br.: Rombach
- 2009 Ereignis Klangrede. Nikolaus Harnoncourt als Dirigent und Musikdenker (klang-reden 3), hg. von Wolfgang Gratzer, Freiburg/Br.: Rombach
- 2010 Klänge haben mehr Gedächtnis. Zur musikalischen Rezeption von Ingeborg Bachmanns Hörspiel Der gute Gott von Manhattan (klang-reden 4), Julia Hinterberger, Freiburg/Br.: Rombach
- 2010 Bach – Beiträge zur Rezeptionsgeschichte, Interpretationsgeschichte und Pädagogik (klang-reden 5), hg. von Thomas Hochradner, Ulrich Leisinger, Freiburg/Br.: Rombach
- 2011 Aspekte der Haydn-Rezeption (klang-reden 6), hg. von Joachim Brügge, Ulrich Leisinger, Freiburg/Br.: Rombach
- 2011 Inventar und Werkverzeichnis. Ordnung und Zählung als Faktoren der Rezeptionsgeschichte (klang-reden 7), hg. von Thomas Hochradner, Dominik Reinhardt, Freiburg/Br.: Rombach